# Arthur Oehme
Arthur Oehme (* 26. Mai 1885 in Weißenborn/Erzgeb.; † 4. Mai 1965 in München) war ein deutscher  Maler, Zeichner, Illustrator und Porzellanmaler und ist nicht mit dem Maler Johannes Arthur Oehme zu verwechseln. Arthur Oehme malte vorwiegend Blumenstillleben und Tiermotive, illustrierte Kinderbücher und arbeitete von 1910 bis 1932 für die Porzellanmanufaktur Nymphenburg.

## Wirken
Arthur Oehme war zunächst als selbständiger Porzellanmaler in Dresden tätig. Er wurde von der Porzellanmanufaktur Nymphenburg mit der Ausführung von Einzelaufträgen betreut. Ab dem 15. September 1910 bis am 30. Juni 1932 war er in Nymphenburg fest angestellt und zuständig für die serielle Ausführung der Dekore seines Bruders Hugo Oehme.
Arthur Oehme war 1997 bei der Sonderausstellung „Die Porzellanmanufaktur im 20. Jahrhundert“ im Münchner Stadtmuseum vertreten.